# Attacco ad Anversa (1583)
L'attacco ad Anversa del 1583, detto anche furia francese su Anversa, fu uno scontro combattuto nell'ambito della guerra degli ottant'anni che si svolse il 17 gennaio 1583 presso la città di Anversa (attuali Paesi Bassi).

## Antefatto
Durante la guerra degli ottant'anni gli Stati Generali avevano chiesto nel 1581 al duca d'Angiò di divenire capo di stato delle diciassette province, ottenendo così il supporto della Francia nell'espellere le truppe spagnole dai Paesi Bassi.
Il duca d'Angiò non vantava una particolare influenza nei Paesi Bassi ed era alla disperata ricerca di ulteriore potere da mostrare, sia per fortificare la propria posizione sia per intimorire il nemico. Egli decise pertanto di provare ad occupare la città di Anversa, la più grande tra quelle delle Diciassette Province, cogliendola di sorpresa. Anversa era già stata saccheggiata dagli spagnoli nel 1576.
Sfortunatamente per il duca d'Angiò i suoi piani vennero scoperti. Gli abitanti, ancora traumatizzati dai saccheggi compiuti dagli spagnoli sette anni prima in città, erano determinati a impedire l'occupazione da parte di altre truppe straniere in tutti i modi possibili.

## Lo scontro
Il 17 gennaio 1583, tentando di confondere gli abitanti di Anversa, il duca d'Angiò chiese il permesso di entrare con le sue truppe nella città, chiedendo al consiglio comunale cittadino gli onori di un'entrata regale. L'onore venne concesso, ma non appena le truppe del duca d'Angiò furono entrate in città, i cancelli di Anversa si chiusero dietro di loro. Perso il vantaggio della sorpresa, il piccolo esercito francese si trovò senza speranze intrappolato nella città e venne bombardato da porte, finestre e tetti con rocce, pietre, travi e persino catene pesanti. La guarnigione cittadina, a quel punto, decise di aprire il fuoco sui francesi. Solo pochi francesi, tra cui il duca d'Angiò, riuscirono a fuggire. Più di 1500 soldati francesi perirono nel tentativo di conquista della città. Un racconto contemporaneo degli eventi dell'attacco ad Anversa ci è giunto dallo scrittore francese Jean Bodin, consigliere del duca d'Angiò che pure riuscì a fuggire al massacro.

## Conseguenze
La posizione del duca d'Angiò dopo questo attacco divenne impossibile da sostenere nei Paesi Bassi e per questo nel giugno di quello stesso anno decise di fare ritorno in Francia. La sua partenza portò discredito anche a Guglielmo d'Orange che lo aveva sempre supportato.
La città verrà poi conquistata dagli spagnoli al comando del principe Alessandro Farnese a seguito dell'assedio di Anversa (1584-1585).